# Come and Get with Me
 Come and Get with Me é uma canção do cantor de R&B Keith Sweat, para seu sexto álbum de estúdio Still in the Game. Sendo lançada como primeiro single do álbum em, 22 de Setembro de 1998, tendo a participação do rapper Snoop Dogg.

## Faixas
| Formatos |                                           |         |  |
| N.º      | Título                                    | Duração |  |
| 1.       | "Come and Get with Me" (Edição de radio)  | 4:09    |  |
| 2.       | "Come and Get with Me" (Versão de radio)  | 4:55    |  |
| 3.       | "Come and Get with Me" (Clarkworld Remix) | 3:58    |  |

## Vídeo e musica
O videoclipe da canção foi dirigido por Paul Hunter, lançado no mesmo ano que o single. O vídeo se passa em um clube noturno, e tem a participação de Snoop Dogg.

## Desempenho nas paradas
| Paradas (1998)                               | Melhor posição |
| -------------------------------------------- | -------------- |
| Alemanha (Jam FM Charts)                     | 1              |
| Estados Unidos (Billboard Hot 100)           | 12             |
| Estados Unidos (Billboard R&B/Hip-Hop Songs) | 6              |
| Estados Unidos (Billboard Rhythmic)          | 16             |
| Japão (Tokio Hot 100)                        | 61             |
| Nova Zelândia (Recorded Music NZ)            | 16             |
| Reino Unido (UK Singles Chart)               | 58             |

### Paradas de fim de ano
| Paradas (1998)                                   | Melhor posição |
| ------------------------------------------------ | -------------- |
| Estados Unidos (Billboard Hot R&B/Hip-Hop Songs) | 97             |

## Certificações
| Estados Unidos (RIAA) | Ouro | 9 de Novembro de 1998 | 500,000* |
| *número de vendas baseado na certificação ^ figuras embarques com base apenas na certificação ºnúmeros não especificados baseando-se apenas na certificação |      |                       |          |